# Аятурку
Аятурку (также Ая-Турку и Эдиркэй) — озеро за Полярным кругом, в Красноярском крае, в центральной части полуострова Таймыр,  в горах Бырранга, между двух гряд, Бегичива и Ая-Бырранга. Относится к бассейну Карского моря.

## Общие сведения
Площадь озера 82,8 км². Высота над уровнем моря — 44 м. Протяжённость озера 16,2 км, максимальная ширина — 11,1 км.

## Описание
Озеро Аятурку имеет сложную форму, вытянуто в северо-восточном направлении.  Наиболее значительные притоки: река Мелкая и ручей Светлый. В юго-западной части из озера вытекает река Аятуркудямо, приток Тареи, впадающей в Пясину. Берега представляют собой безлесые холмы. В северо-восточной части озера есть три острова, два больших и один маленький, покрытые типичной тундровой растительностью. На некоторых участках растёт густой ивовый ёрник. С юго-восточной стороны в озеро вдается большой полуостров, самая крайняя точка которого называется мыс Рыбацкий. В советские времена на нём работала рыболовецкая артель.
Озеро богато рыбой, в нём обитают несколько форм гольца, крупный хариус, несколько видов сиговых и другие виды. Международная ассоциация спортивного рыболовства (IGFA) официально зарегистрировала мировой рекорд: в озере Аятурку пойман арктический голец весом 11,67 килограмма.